# 最高潮
| ウィキペディアには「最高潮」という見出しの百科事典記事はありません（タイトルに「最高潮」を含むページの一覧/「最高潮」で始まるページの一覧）。 代わりにウィクショナリーのページ「最高潮」が役に立つかもしれません。 |